# Ligne N du métro de New York
 (janvier 2022).
Si vous disposez d'ouvrages ou d'articles de référence ou si vous connaissez des sites web de qualité traitant du thème abordé ici, merci de compléter l'article en donnant les références utiles à sa vérifiabilité et en les liant à la section « Notes et références ».
Pour les articles homonymes, voir Ligne N.
La N Broadway Express est une ligne (au sens de desserte ou service en anglais) du métro de New York. Sa couleur est le jaune étant donné qu'elle circule sur la BMT Broadway Line sur la majorité de son tracé à Manhattan. Elle est issue du réseau de l'ancienne Brooklyn-Manhattan Transit Corporation (BMT), rattachée à la Division B et compte 45 stations. 

## Caractéristiques

### Stations

Tracé de la desserte N dans le Queens, à Manhattan et à Brooklyn. La desserte de nuit, en remplacement des métros R est indiquée en pointillés.

|           | Station                           | Horaires       | Correspondances                                 |
| --------- | --------------------------------- | -------------- | ----------------------------------------------- |
| Queens    |                                   |                |                                                 |
|           | Astoria – Ditmars Boulevard       | Toujours       | (W)                                             |
|           | Astoria Boulevard-Hoyt Avenue     | Toujours       | (W)                                             |
|           | 30th Avenue-Grand Avenue          | Toujours       | (W)                                             |
|           | Broadway                          | Toujours       | (W)                                             |
|           | 36th Avenue-Washington Avenue     | Toujours       | (W)                                             |
|           | 39th Avenue-Beebe Avenue          | Toujours       | (W)                                             |
|           | Queensboro Plaza                  | Toujours       | (7) · (<7>) · (W)                               |
| Manhattan |                                   |                |                                                 |
|           | Lexington Avenue / 59th Street    | Toujours       | (uniquement avec MetroCard)                     |
|           | Fifth Avenue / 59th Street        | Toujours       | (R) · (W)                                       |
|           | 57th Street                       | Toujours       | (Q) · (R) · (W)                                 |
|           | 49th Street                       | Toujours       | (Q) · (R) · (W)                                 |
|           | Times Square-42nd Street          | Toujours       | Port Authority Bus Terminal                     |
|           | 34th Street – Herald Square       | Toujours       | PATH                                            |
|           | 28th Street                       | Nuit seulement |                                                 |
|           | 23rd Street                       | Nuit seulement |                                                 |
|           | 14th Street – Union Square        | Toujours       | (4) · (5) · (6) · (<6>) · (L) · (Q) · (R) · (W) |
|           | Eighth Street-New York University | Nuit seulement |                                                 |
|           | Prince Street                     | Nuit seulement |                                                 |
|           | Canal Street                      | Toujours       | (6) · (<6>) · (J) · (Q) · (R) · (W) · (Z)       |
|           | City Hall                         | Nuit seulement |                                                 |
|           | Cortlandt Street                  | Nuit seulement | (2) · (A) · (E)                                 |
|           | Rector Street                     | Nuit seulement |                                                 |
|           | South Ferry – Whitehall Street    | Nuit seulement | (1) · (R)                                       |
| Brooklyn  |                                   |                |                                                 |
|           | Court Street                      | Nuit seulement | (2) · (4) · (R)                                 |
|           | Jay Street – MetroTech            | Nuit seulement | (A) · (F) · (R)                                 |
|           | DeKalb Avenue                     | Nuit seulement | (D) · (Q) · (R)                                 |
|           | Atlantic Avenue                   | Toujours       | LIRR                                            |
|           | Union Street                      | Nuit seulement | (D) · (R)                                       |
|           | Ninth Street                      | Nuit seulement | (D) · (F) · (G) · (R)                           |
|           | Prospect Avenue                   | Nuit seulement | (D) · (R)                                       |
|           | 25th Street                       | Nuit seulement | (D) · (R)                                       |
|           | 36th Street                       | Toujours       | (D) · (R)                                       |
|           | 45th Street                       | Nuit seulement | (R)                                             |
|           | 53rd Street                       | Nuit seulement | (R)                                             |
|           | 59th Street                       | Toujours       | (R)                                             |
|           | Eighth Avenue                     | Toujours       |                                                 |
|           | Fort Hamilton Parkway             | Toujours       |                                                 |
|           | New Utrecht Avenue                | Toujours       | (D)                                             |
|           | 18th Avenue                       | Toujours       |                                                 |
|           | 20th Avenue                       | Toujours       |                                                 |
|           | Bay Parkway                       | Toujours       |                                                 |
|           | Kings Highway                     | Toujours       |                                                 |
|           | Avenue U                          | Toujours       |                                                 |
|           | 86th Street                       | Toujours       |                                                 |
|           | Coney Island – Stillwell Avenue   | Toujours       | (D) · (F) · (Q)                                 |

## Exploitation
La ligne N fonctionne en continu entre les stations de Astoria – Ditmars Boulevard dans l'arrondissement de Queens, et le terminal de Coney Island – Stillwell Avenue dans le sud de l'arrondissement de Brooklyn. Cependant, les stations desservies varient selon les heures de la journée. Sur son parcours, la desserte emprunte la BMT Astoria Line puis le Manhattan Bridge, la BMT Broadway Line à Manhattan puis la BMT Fourth Avenue Line et la BMT Sea Beach Line à Brooklyn. Entre 06 h 30 et 23 h 00, les métros N circulent en express entre Herald Square et Canal Street en Manhattan et le long de Fourth Avenue à Brooklyn, et contournent la station de DeKalb Avenue, et en omnibus sur le reste du parcours. La nuit, la desserte est omnibus sur l'ensemble du tracé, et les métros empruntent le Montague Street Tunnel pour passer de Brooklyn à Manhattan, en remplacement des métros R.